# Beaumont-lès-Valence
 Beaumont-lès-Valence  es una población y comuna francesa, en la región de Ródano-Alpes, departamento de Drôme, en el distrito de Valence y cantón de Portes-lès-Valence.

## Demografía
| 907 | 956 | 910 | 1 133 | 1 248 | 1 247 | 1 338 | 1 359 | 1 414 | 1 468 | 1 338 | 1 370 | 1 315 | 1 240 | 1 229 | 1 135 | 1 194 | 1 171 | 1 206 | 1 170 | 1 083 | 1 121 | 1 152 | 1 040 | 1 047 | 1 120 | 1 252 | 1 333 | 1 873 | 2 667 | 3 117 | 3 679 | 3 736 | 3 778 |
| Para los censos de 1962 a 1999 la población legal corresponde a la población sin duplicidades (Fuente: INSEE [Consultar]) |     |     |       |       |       |       |       |       |       |       |       |       |       |       |       |       |       |       |       |       |       |       |       |       |       |       |       |       |       |       |       |       |       |